# Matto delle spalline
Nel gioco degli scacchi il matto delle spalline è una posizione in cui il Re, affiancato da due dei propri pezzi che gli impediscono in tal modo di occupare importanti case di fuga, subisce scacco matto. Il nome di questo tipo di matto si deve alla somiglianza tra le spalline e la disposizione dei pezzi accanto al Re.

## Esempio 1: la Donna dà il matto delle spalline
|   | a                                                                                               | b                                                                                               | c                                                                                               | d                                                                                               | e                                                                                               | f                                                                                               | g                                                                                               | h                                                                                               |   |
| 8 | c8 torre del nero · d8 re del nero · e8 torre del nero · d6 donna del bianco · a1 re del bianco | c8 torre del nero · d8 re del nero · e8 torre del nero · d6 donna del bianco · a1 re del bianco | c8 torre del nero · d8 re del nero · e8 torre del nero · d6 donna del bianco · a1 re del bianco | c8 torre del nero · d8 re del nero · e8 torre del nero · d6 donna del bianco · a1 re del bianco | c8 torre del nero · d8 re del nero · e8 torre del nero · d6 donna del bianco · a1 re del bianco | c8 torre del nero · d8 re del nero · e8 torre del nero · d6 donna del bianco · a1 re del bianco | c8 torre del nero · d8 re del nero · e8 torre del nero · d6 donna del bianco · a1 re del bianco | c8 torre del nero · d8 re del nero · e8 torre del nero · d6 donna del bianco · a1 re del bianco | 8 |
| 7 | c8 torre del nero · d8 re del nero · e8 torre del nero · d6 donna del bianco · a1 re del bianco | c8 torre del nero · d8 re del nero · e8 torre del nero · d6 donna del bianco · a1 re del bianco | c8 torre del nero · d8 re del nero · e8 torre del nero · d6 donna del bianco · a1 re del bianco | c8 torre del nero · d8 re del nero · e8 torre del nero · d6 donna del bianco · a1 re del bianco | c8 torre del nero · d8 re del nero · e8 torre del nero · d6 donna del bianco · a1 re del bianco | c8 torre del nero · d8 re del nero · e8 torre del nero · d6 donna del bianco · a1 re del bianco | c8 torre del nero · d8 re del nero · e8 torre del nero · d6 donna del bianco · a1 re del bianco | c8 torre del nero · d8 re del nero · e8 torre del nero · d6 donna del bianco · a1 re del bianco | 7 |
| 6 | c8 torre del nero · d8 re del nero · e8 torre del nero · d6 donna del bianco · a1 re del bianco | c8 torre del nero · d8 re del nero · e8 torre del nero · d6 donna del bianco · a1 re del bianco | c8 torre del nero · d8 re del nero · e8 torre del nero · d6 donna del bianco · a1 re del bianco | c8 torre del nero · d8 re del nero · e8 torre del nero · d6 donna del bianco · a1 re del bianco | c8 torre del nero · d8 re del nero · e8 torre del nero · d6 donna del bianco · a1 re del bianco | c8 torre del nero · d8 re del nero · e8 torre del nero · d6 donna del bianco · a1 re del bianco | c8 torre del nero · d8 re del nero · e8 torre del nero · d6 donna del bianco · a1 re del bianco | c8 torre del nero · d8 re del nero · e8 torre del nero · d6 donna del bianco · a1 re del bianco | 6 |
| 5 | c8 torre del nero · d8 re del nero · e8 torre del nero · d6 donna del bianco · a1 re del bianco | c8 torre del nero · d8 re del nero · e8 torre del nero · d6 donna del bianco · a1 re del bianco | c8 torre del nero · d8 re del nero · e8 torre del nero · d6 donna del bianco · a1 re del bianco | c8 torre del nero · d8 re del nero · e8 torre del nero · d6 donna del bianco · a1 re del bianco | c8 torre del nero · d8 re del nero · e8 torre del nero · d6 donna del bianco · a1 re del bianco | c8 torre del nero · d8 re del nero · e8 torre del nero · d6 donna del bianco · a1 re del bianco | c8 torre del nero · d8 re del nero · e8 torre del nero · d6 donna del bianco · a1 re del bianco | c8 torre del nero · d8 re del nero · e8 torre del nero · d6 donna del bianco · a1 re del bianco | 5 |
| 4 | c8 torre del nero · d8 re del nero · e8 torre del nero · d6 donna del bianco · a1 re del bianco | c8 torre del nero · d8 re del nero · e8 torre del nero · d6 donna del bianco · a1 re del bianco | c8 torre del nero · d8 re del nero · e8 torre del nero · d6 donna del bianco · a1 re del bianco | c8 torre del nero · d8 re del nero · e8 torre del nero · d6 donna del bianco · a1 re del bianco | c8 torre del nero · d8 re del nero · e8 torre del nero · d6 donna del bianco · a1 re del bianco | c8 torre del nero · d8 re del nero · e8 torre del nero · d6 donna del bianco · a1 re del bianco | c8 torre del nero · d8 re del nero · e8 torre del nero · d6 donna del bianco · a1 re del bianco | c8 torre del nero · d8 re del nero · e8 torre del nero · d6 donna del bianco · a1 re del bianco | 4 |
| 3 | c8 torre del nero · d8 re del nero · e8 torre del nero · d6 donna del bianco · a1 re del bianco | c8 torre del nero · d8 re del nero · e8 torre del nero · d6 donna del bianco · a1 re del bianco | c8 torre del nero · d8 re del nero · e8 torre del nero · d6 donna del bianco · a1 re del bianco | c8 torre del nero · d8 re del nero · e8 torre del nero · d6 donna del bianco · a1 re del bianco | c8 torre del nero · d8 re del nero · e8 torre del nero · d6 donna del bianco · a1 re del bianco | c8 torre del nero · d8 re del nero · e8 torre del nero · d6 donna del bianco · a1 re del bianco | c8 torre del nero · d8 re del nero · e8 torre del nero · d6 donna del bianco · a1 re del bianco | c8 torre del nero · d8 re del nero · e8 torre del nero · d6 donna del bianco · a1 re del bianco | 3 |
| 2 | c8 torre del nero · d8 re del nero · e8 torre del nero · d6 donna del bianco · a1 re del bianco | c8 torre del nero · d8 re del nero · e8 torre del nero · d6 donna del bianco · a1 re del bianco | c8 torre del nero · d8 re del nero · e8 torre del nero · d6 donna del bianco · a1 re del bianco | c8 torre del nero · d8 re del nero · e8 torre del nero · d6 donna del bianco · a1 re del bianco | c8 torre del nero · d8 re del nero · e8 torre del nero · d6 donna del bianco · a1 re del bianco | c8 torre del nero · d8 re del nero · e8 torre del nero · d6 donna del bianco · a1 re del bianco | c8 torre del nero · d8 re del nero · e8 torre del nero · d6 donna del bianco · a1 re del bianco | c8 torre del nero · d8 re del nero · e8 torre del nero · d6 donna del bianco · a1 re del bianco | 2 |
| 1 | c8 torre del nero · d8 re del nero · e8 torre del nero · d6 donna del bianco · a1 re del bianco | c8 torre del nero · d8 re del nero · e8 torre del nero · d6 donna del bianco · a1 re del bianco | c8 torre del nero · d8 re del nero · e8 torre del nero · d6 donna del bianco · a1 re del bianco | c8 torre del nero · d8 re del nero · e8 torre del nero · d6 donna del bianco · a1 re del bianco | c8 torre del nero · d8 re del nero · e8 torre del nero · d6 donna del bianco · a1 re del bianco | c8 torre del nero · d8 re del nero · e8 torre del nero · d6 donna del bianco · a1 re del bianco | c8 torre del nero · d8 re del nero · e8 torre del nero · d6 donna del bianco · a1 re del bianco | c8 torre del nero · d8 re del nero · e8 torre del nero · d6 donna del bianco · a1 re del bianco | 1 |
|   | a                                                                                               | b                                                                                               | c                                                                                               | d                                                                                               | e                                                                                               | f                                                                                               | g                                                                                               | h                                                                                               |   |

## Esempio 2: matto delle spalline con la Torre
|   | a | b | c | d | e | f | g | h |   |
| 8 | c8 torre del nero · d8 re del nero · e8 torre del nero · d7 torre del bianco · e6 pedone del bianco · a1 re del bianco | c8 torre del nero · d8 re del nero · e8 torre del nero · d7 torre del bianco · e6 pedone del bianco · a1 re del bianco | c8 torre del nero · d8 re del nero · e8 torre del nero · d7 torre del bianco · e6 pedone del bianco · a1 re del bianco | c8 torre del nero · d8 re del nero · e8 torre del nero · d7 torre del bianco · e6 pedone del bianco · a1 re del bianco | c8 torre del nero · d8 re del nero · e8 torre del nero · d7 torre del bianco · e6 pedone del bianco · a1 re del bianco | c8 torre del nero · d8 re del nero · e8 torre del nero · d7 torre del bianco · e6 pedone del bianco · a1 re del bianco | c8 torre del nero · d8 re del nero · e8 torre del nero · d7 torre del bianco · e6 pedone del bianco · a1 re del bianco | c8 torre del nero · d8 re del nero · e8 torre del nero · d7 torre del bianco · e6 pedone del bianco · a1 re del bianco | 8 |
| 7 | c8 torre del nero · d8 re del nero · e8 torre del nero · d7 torre del bianco · e6 pedone del bianco · a1 re del bianco | c8 torre del nero · d8 re del nero · e8 torre del nero · d7 torre del bianco · e6 pedone del bianco · a1 re del bianco | c8 torre del nero · d8 re del nero · e8 torre del nero · d7 torre del bianco · e6 pedone del bianco · a1 re del bianco | c8 torre del nero · d8 re del nero · e8 torre del nero · d7 torre del bianco · e6 pedone del bianco · a1 re del bianco | c8 torre del nero · d8 re del nero · e8 torre del nero · d7 torre del bianco · e6 pedone del bianco · a1 re del bianco | c8 torre del nero · d8 re del nero · e8 torre del nero · d7 torre del bianco · e6 pedone del bianco · a1 re del bianco | c8 torre del nero · d8 re del nero · e8 torre del nero · d7 torre del bianco · e6 pedone del bianco · a1 re del bianco | c8 torre del nero · d8 re del nero · e8 torre del nero · d7 torre del bianco · e6 pedone del bianco · a1 re del bianco | 7 |
| 6 | c8 torre del nero · d8 re del nero · e8 torre del nero · d7 torre del bianco · e6 pedone del bianco · a1 re del bianco | c8 torre del nero · d8 re del nero · e8 torre del nero · d7 torre del bianco · e6 pedone del bianco · a1 re del bianco | c8 torre del nero · d8 re del nero · e8 torre del nero · d7 torre del bianco · e6 pedone del bianco · a1 re del bianco | c8 torre del nero · d8 re del nero · e8 torre del nero · d7 torre del bianco · e6 pedone del bianco · a1 re del bianco | c8 torre del nero · d8 re del nero · e8 torre del nero · d7 torre del bianco · e6 pedone del bianco · a1 re del bianco | c8 torre del nero · d8 re del nero · e8 torre del nero · d7 torre del bianco · e6 pedone del bianco · a1 re del bianco | c8 torre del nero · d8 re del nero · e8 torre del nero · d7 torre del bianco · e6 pedone del bianco · a1 re del bianco | c8 torre del nero · d8 re del nero · e8 torre del nero · d7 torre del bianco · e6 pedone del bianco · a1 re del bianco | 6 |
| 5 | c8 torre del nero · d8 re del nero · e8 torre del nero · d7 torre del bianco · e6 pedone del bianco · a1 re del bianco | c8 torre del nero · d8 re del nero · e8 torre del nero · d7 torre del bianco · e6 pedone del bianco · a1 re del bianco | c8 torre del nero · d8 re del nero · e8 torre del nero · d7 torre del bianco · e6 pedone del bianco · a1 re del bianco | c8 torre del nero · d8 re del nero · e8 torre del nero · d7 torre del bianco · e6 pedone del bianco · a1 re del bianco | c8 torre del nero · d8 re del nero · e8 torre del nero · d7 torre del bianco · e6 pedone del bianco · a1 re del bianco | c8 torre del nero · d8 re del nero · e8 torre del nero · d7 torre del bianco · e6 pedone del bianco · a1 re del bianco | c8 torre del nero · d8 re del nero · e8 torre del nero · d7 torre del bianco · e6 pedone del bianco · a1 re del bianco | c8 torre del nero · d8 re del nero · e8 torre del nero · d7 torre del bianco · e6 pedone del bianco · a1 re del bianco | 5 |
| 4 | c8 torre del nero · d8 re del nero · e8 torre del nero · d7 torre del bianco · e6 pedone del bianco · a1 re del bianco | c8 torre del nero · d8 re del nero · e8 torre del nero · d7 torre del bianco · e6 pedone del bianco · a1 re del bianco | c8 torre del nero · d8 re del nero · e8 torre del nero · d7 torre del bianco · e6 pedone del bianco · a1 re del bianco | c8 torre del nero · d8 re del nero · e8 torre del nero · d7 torre del bianco · e6 pedone del bianco · a1 re del bianco | c8 torre del nero · d8 re del nero · e8 torre del nero · d7 torre del bianco · e6 pedone del bianco · a1 re del bianco | c8 torre del nero · d8 re del nero · e8 torre del nero · d7 torre del bianco · e6 pedone del bianco · a1 re del bianco | c8 torre del nero · d8 re del nero · e8 torre del nero · d7 torre del bianco · e6 pedone del bianco · a1 re del bianco | c8 torre del nero · d8 re del nero · e8 torre del nero · d7 torre del bianco · e6 pedone del bianco · a1 re del bianco | 4 |
| 3 | c8 torre del nero · d8 re del nero · e8 torre del nero · d7 torre del bianco · e6 pedone del bianco · a1 re del bianco | c8 torre del nero · d8 re del nero · e8 torre del nero · d7 torre del bianco · e6 pedone del bianco · a1 re del bianco | c8 torre del nero · d8 re del nero · e8 torre del nero · d7 torre del bianco · e6 pedone del bianco · a1 re del bianco | c8 torre del nero · d8 re del nero · e8 torre del nero · d7 torre del bianco · e6 pedone del bianco · a1 re del bianco | c8 torre del nero · d8 re del nero · e8 torre del nero · d7 torre del bianco · e6 pedone del bianco · a1 re del bianco | c8 torre del nero · d8 re del nero · e8 torre del nero · d7 torre del bianco · e6 pedone del bianco · a1 re del bianco | c8 torre del nero · d8 re del nero · e8 torre del nero · d7 torre del bianco · e6 pedone del bianco · a1 re del bianco | c8 torre del nero · d8 re del nero · e8 torre del nero · d7 torre del bianco · e6 pedone del bianco · a1 re del bianco | 3 |
| 2 | c8 torre del nero · d8 re del nero · e8 torre del nero · d7 torre del bianco · e6 pedone del bianco · a1 re del bianco | c8 torre del nero · d8 re del nero · e8 torre del nero · d7 torre del bianco · e6 pedone del bianco · a1 re del bianco | c8 torre del nero · d8 re del nero · e8 torre del nero · d7 torre del bianco · e6 pedone del bianco · a1 re del bianco | c8 torre del nero · d8 re del nero · e8 torre del nero · d7 torre del bianco · e6 pedone del bianco · a1 re del bianco | c8 torre del nero · d8 re del nero · e8 torre del nero · d7 torre del bianco · e6 pedone del bianco · a1 re del bianco | c8 torre del nero · d8 re del nero · e8 torre del nero · d7 torre del bianco · e6 pedone del bianco · a1 re del bianco | c8 torre del nero · d8 re del nero · e8 torre del nero · d7 torre del bianco · e6 pedone del bianco · a1 re del bianco | c8 torre del nero · d8 re del nero · e8 torre del nero · d7 torre del bianco · e6 pedone del bianco · a1 re del bianco | 2 |
| 1 | c8 torre del nero · d8 re del nero · e8 torre del nero · d7 torre del bianco · e6 pedone del bianco · a1 re del bianco | c8 torre del nero · d8 re del nero · e8 torre del nero · d7 torre del bianco · e6 pedone del bianco · a1 re del bianco | c8 torre del nero · d8 re del nero · e8 torre del nero · d7 torre del bianco · e6 pedone del bianco · a1 re del bianco | c8 torre del nero · d8 re del nero · e8 torre del nero · d7 torre del bianco · e6 pedone del bianco · a1 re del bianco | c8 torre del nero · d8 re del nero · e8 torre del nero · d7 torre del bianco · e6 pedone del bianco · a1 re del bianco | c8 torre del nero · d8 re del nero · e8 torre del nero · d7 torre del bianco · e6 pedone del bianco · a1 re del bianco | c8 torre del nero · d8 re del nero · e8 torre del nero · d7 torre del bianco · e6 pedone del bianco · a1 re del bianco | c8 torre del nero · d8 re del nero · e8 torre del nero · d7 torre del bianco · e6 pedone del bianco · a1 re del bianco | 1 |
|   | a | b | c | d | e | f | g | h |   |

## Esempio 3: matto delle spalline a metà scacchiera
|   | a                                                                                               | b                                                                                               | c                                                                                               | d                                                                                               | e                                                                                               | f                                                                                               | g                                                                                               | h                                                                                               |   |
| 8 | e5 torre del nero · c4 donna del bianco · e4 re del nero · g4 re del bianco · e3 torre del nero | e5 torre del nero · c4 donna del bianco · e4 re del nero · g4 re del bianco · e3 torre del nero | e5 torre del nero · c4 donna del bianco · e4 re del nero · g4 re del bianco · e3 torre del nero | e5 torre del nero · c4 donna del bianco · e4 re del nero · g4 re del bianco · e3 torre del nero | e5 torre del nero · c4 donna del bianco · e4 re del nero · g4 re del bianco · e3 torre del nero | e5 torre del nero · c4 donna del bianco · e4 re del nero · g4 re del bianco · e3 torre del nero | e5 torre del nero · c4 donna del bianco · e4 re del nero · g4 re del bianco · e3 torre del nero | e5 torre del nero · c4 donna del bianco · e4 re del nero · g4 re del bianco · e3 torre del nero | 8 |
| 7 | e5 torre del nero · c4 donna del bianco · e4 re del nero · g4 re del bianco · e3 torre del nero | e5 torre del nero · c4 donna del bianco · e4 re del nero · g4 re del bianco · e3 torre del nero | e5 torre del nero · c4 donna del bianco · e4 re del nero · g4 re del bianco · e3 torre del nero | e5 torre del nero · c4 donna del bianco · e4 re del nero · g4 re del bianco · e3 torre del nero | e5 torre del nero · c4 donna del bianco · e4 re del nero · g4 re del bianco · e3 torre del nero | e5 torre del nero · c4 donna del bianco · e4 re del nero · g4 re del bianco · e3 torre del nero | e5 torre del nero · c4 donna del bianco · e4 re del nero · g4 re del bianco · e3 torre del nero | e5 torre del nero · c4 donna del bianco · e4 re del nero · g4 re del bianco · e3 torre del nero | 7 |
| 6 | e5 torre del nero · c4 donna del bianco · e4 re del nero · g4 re del bianco · e3 torre del nero | e5 torre del nero · c4 donna del bianco · e4 re del nero · g4 re del bianco · e3 torre del nero | e5 torre del nero · c4 donna del bianco · e4 re del nero · g4 re del bianco · e3 torre del nero | e5 torre del nero · c4 donna del bianco · e4 re del nero · g4 re del bianco · e3 torre del nero | e5 torre del nero · c4 donna del bianco · e4 re del nero · g4 re del bianco · e3 torre del nero | e5 torre del nero · c4 donna del bianco · e4 re del nero · g4 re del bianco · e3 torre del nero | e5 torre del nero · c4 donna del bianco · e4 re del nero · g4 re del bianco · e3 torre del nero | e5 torre del nero · c4 donna del bianco · e4 re del nero · g4 re del bianco · e3 torre del nero | 6 |
| 5 | e5 torre del nero · c4 donna del bianco · e4 re del nero · g4 re del bianco · e3 torre del nero | e5 torre del nero · c4 donna del bianco · e4 re del nero · g4 re del bianco · e3 torre del nero | e5 torre del nero · c4 donna del bianco · e4 re del nero · g4 re del bianco · e3 torre del nero | e5 torre del nero · c4 donna del bianco · e4 re del nero · g4 re del bianco · e3 torre del nero | e5 torre del nero · c4 donna del bianco · e4 re del nero · g4 re del bianco · e3 torre del nero | e5 torre del nero · c4 donna del bianco · e4 re del nero · g4 re del bianco · e3 torre del nero | e5 torre del nero · c4 donna del bianco · e4 re del nero · g4 re del bianco · e3 torre del nero | e5 torre del nero · c4 donna del bianco · e4 re del nero · g4 re del bianco · e3 torre del nero | 5 |
| 4 | e5 torre del nero · c4 donna del bianco · e4 re del nero · g4 re del bianco · e3 torre del nero | e5 torre del nero · c4 donna del bianco · e4 re del nero · g4 re del bianco · e3 torre del nero | e5 torre del nero · c4 donna del bianco · e4 re del nero · g4 re del bianco · e3 torre del nero | e5 torre del nero · c4 donna del bianco · e4 re del nero · g4 re del bianco · e3 torre del nero | e5 torre del nero · c4 donna del bianco · e4 re del nero · g4 re del bianco · e3 torre del nero | e5 torre del nero · c4 donna del bianco · e4 re del nero · g4 re del bianco · e3 torre del nero | e5 torre del nero · c4 donna del bianco · e4 re del nero · g4 re del bianco · e3 torre del nero | e5 torre del nero · c4 donna del bianco · e4 re del nero · g4 re del bianco · e3 torre del nero | 4 |
| 3 | e5 torre del nero · c4 donna del bianco · e4 re del nero · g4 re del bianco · e3 torre del nero | e5 torre del nero · c4 donna del bianco · e4 re del nero · g4 re del bianco · e3 torre del nero | e5 torre del nero · c4 donna del bianco · e4 re del nero · g4 re del bianco · e3 torre del nero | e5 torre del nero · c4 donna del bianco · e4 re del nero · g4 re del bianco · e3 torre del nero | e5 torre del nero · c4 donna del bianco · e4 re del nero · g4 re del bianco · e3 torre del nero | e5 torre del nero · c4 donna del bianco · e4 re del nero · g4 re del bianco · e3 torre del nero | e5 torre del nero · c4 donna del bianco · e4 re del nero · g4 re del bianco · e3 torre del nero | e5 torre del nero · c4 donna del bianco · e4 re del nero · g4 re del bianco · e3 torre del nero | 3 |
| 2 | e5 torre del nero · c4 donna del bianco · e4 re del nero · g4 re del bianco · e3 torre del nero | e5 torre del nero · c4 donna del bianco · e4 re del nero · g4 re del bianco · e3 torre del nero | e5 torre del nero · c4 donna del bianco · e4 re del nero · g4 re del bianco · e3 torre del nero | e5 torre del nero · c4 donna del bianco · e4 re del nero · g4 re del bianco · e3 torre del nero | e5 torre del nero · c4 donna del bianco · e4 re del nero · g4 re del bianco · e3 torre del nero | e5 torre del nero · c4 donna del bianco · e4 re del nero · g4 re del bianco · e3 torre del nero | e5 torre del nero · c4 donna del bianco · e4 re del nero · g4 re del bianco · e3 torre del nero | e5 torre del nero · c4 donna del bianco · e4 re del nero · g4 re del bianco · e3 torre del nero | 2 |
| 1 | e5 torre del nero · c4 donna del bianco · e4 re del nero · g4 re del bianco · e3 torre del nero | e5 torre del nero · c4 donna del bianco · e4 re del nero · g4 re del bianco · e3 torre del nero | e5 torre del nero · c4 donna del bianco · e4 re del nero · g4 re del bianco · e3 torre del nero | e5 torre del nero · c4 donna del bianco · e4 re del nero · g4 re del bianco · e3 torre del nero | e5 torre del nero · c4 donna del bianco · e4 re del nero · g4 re del bianco · e3 torre del nero | e5 torre del nero · c4 donna del bianco · e4 re del nero · g4 re del bianco · e3 torre del nero | e5 torre del nero · c4 donna del bianco · e4 re del nero · g4 re del bianco · e3 torre del nero | e5 torre del nero · c4 donna del bianco · e4 re del nero · g4 re del bianco · e3 torre del nero | 1 |
|   | a                                                                                               | b                                                                                               | c                                                                                               | d                                                                                               | e                                                                                               | f                                                                                               | g                                                                                               | h                                                                                               |   |

## Esempio 4: matto a coda di rondine
|   | a | b | c | d | e | f | g | h |   |
| 8 | c8 torre del nero · e8 torre del nero · d7 re del nero · d6 donna del bianco · e5 pedone del bianco · a1 re del bianco | c8 torre del nero · e8 torre del nero · d7 re del nero · d6 donna del bianco · e5 pedone del bianco · a1 re del bianco | c8 torre del nero · e8 torre del nero · d7 re del nero · d6 donna del bianco · e5 pedone del bianco · a1 re del bianco | c8 torre del nero · e8 torre del nero · d7 re del nero · d6 donna del bianco · e5 pedone del bianco · a1 re del bianco | c8 torre del nero · e8 torre del nero · d7 re del nero · d6 donna del bianco · e5 pedone del bianco · a1 re del bianco | c8 torre del nero · e8 torre del nero · d7 re del nero · d6 donna del bianco · e5 pedone del bianco · a1 re del bianco | c8 torre del nero · e8 torre del nero · d7 re del nero · d6 donna del bianco · e5 pedone del bianco · a1 re del bianco | c8 torre del nero · e8 torre del nero · d7 re del nero · d6 donna del bianco · e5 pedone del bianco · a1 re del bianco | 8 |
| 7 | c8 torre del nero · e8 torre del nero · d7 re del nero · d6 donna del bianco · e5 pedone del bianco · a1 re del bianco | c8 torre del nero · e8 torre del nero · d7 re del nero · d6 donna del bianco · e5 pedone del bianco · a1 re del bianco | c8 torre del nero · e8 torre del nero · d7 re del nero · d6 donna del bianco · e5 pedone del bianco · a1 re del bianco | c8 torre del nero · e8 torre del nero · d7 re del nero · d6 donna del bianco · e5 pedone del bianco · a1 re del bianco | c8 torre del nero · e8 torre del nero · d7 re del nero · d6 donna del bianco · e5 pedone del bianco · a1 re del bianco | c8 torre del nero · e8 torre del nero · d7 re del nero · d6 donna del bianco · e5 pedone del bianco · a1 re del bianco | c8 torre del nero · e8 torre del nero · d7 re del nero · d6 donna del bianco · e5 pedone del bianco · a1 re del bianco | c8 torre del nero · e8 torre del nero · d7 re del nero · d6 donna del bianco · e5 pedone del bianco · a1 re del bianco | 7 |
| 6 | c8 torre del nero · e8 torre del nero · d7 re del nero · d6 donna del bianco · e5 pedone del bianco · a1 re del bianco | c8 torre del nero · e8 torre del nero · d7 re del nero · d6 donna del bianco · e5 pedone del bianco · a1 re del bianco | c8 torre del nero · e8 torre del nero · d7 re del nero · d6 donna del bianco · e5 pedone del bianco · a1 re del bianco | c8 torre del nero · e8 torre del nero · d7 re del nero · d6 donna del bianco · e5 pedone del bianco · a1 re del bianco | c8 torre del nero · e8 torre del nero · d7 re del nero · d6 donna del bianco · e5 pedone del bianco · a1 re del bianco | c8 torre del nero · e8 torre del nero · d7 re del nero · d6 donna del bianco · e5 pedone del bianco · a1 re del bianco | c8 torre del nero · e8 torre del nero · d7 re del nero · d6 donna del bianco · e5 pedone del bianco · a1 re del bianco | c8 torre del nero · e8 torre del nero · d7 re del nero · d6 donna del bianco · e5 pedone del bianco · a1 re del bianco | 6 |
| 5 | c8 torre del nero · e8 torre del nero · d7 re del nero · d6 donna del bianco · e5 pedone del bianco · a1 re del bianco | c8 torre del nero · e8 torre del nero · d7 re del nero · d6 donna del bianco · e5 pedone del bianco · a1 re del bianco | c8 torre del nero · e8 torre del nero · d7 re del nero · d6 donna del bianco · e5 pedone del bianco · a1 re del bianco | c8 torre del nero · e8 torre del nero · d7 re del nero · d6 donna del bianco · e5 pedone del bianco · a1 re del bianco | c8 torre del nero · e8 torre del nero · d7 re del nero · d6 donna del bianco · e5 pedone del bianco · a1 re del bianco | c8 torre del nero · e8 torre del nero · d7 re del nero · d6 donna del bianco · e5 pedone del bianco · a1 re del bianco | c8 torre del nero · e8 torre del nero · d7 re del nero · d6 donna del bianco · e5 pedone del bianco · a1 re del bianco | c8 torre del nero · e8 torre del nero · d7 re del nero · d6 donna del bianco · e5 pedone del bianco · a1 re del bianco | 5 |
| 4 | c8 torre del nero · e8 torre del nero · d7 re del nero · d6 donna del bianco · e5 pedone del bianco · a1 re del bianco | c8 torre del nero · e8 torre del nero · d7 re del nero · d6 donna del bianco · e5 pedone del bianco · a1 re del bianco | c8 torre del nero · e8 torre del nero · d7 re del nero · d6 donna del bianco · e5 pedone del bianco · a1 re del bianco | c8 torre del nero · e8 torre del nero · d7 re del nero · d6 donna del bianco · e5 pedone del bianco · a1 re del bianco | c8 torre del nero · e8 torre del nero · d7 re del nero · d6 donna del bianco · e5 pedone del bianco · a1 re del bianco | c8 torre del nero · e8 torre del nero · d7 re del nero · d6 donna del bianco · e5 pedone del bianco · a1 re del bianco | c8 torre del nero · e8 torre del nero · d7 re del nero · d6 donna del bianco · e5 pedone del bianco · a1 re del bianco | c8 torre del nero · e8 torre del nero · d7 re del nero · d6 donna del bianco · e5 pedone del bianco · a1 re del bianco | 4 |
| 3 | c8 torre del nero · e8 torre del nero · d7 re del nero · d6 donna del bianco · e5 pedone del bianco · a1 re del bianco | c8 torre del nero · e8 torre del nero · d7 re del nero · d6 donna del bianco · e5 pedone del bianco · a1 re del bianco | c8 torre del nero · e8 torre del nero · d7 re del nero · d6 donna del bianco · e5 pedone del bianco · a1 re del bianco | c8 torre del nero · e8 torre del nero · d7 re del nero · d6 donna del bianco · e5 pedone del bianco · a1 re del bianco | c8 torre del nero · e8 torre del nero · d7 re del nero · d6 donna del bianco · e5 pedone del bianco · a1 re del bianco | c8 torre del nero · e8 torre del nero · d7 re del nero · d6 donna del bianco · e5 pedone del bianco · a1 re del bianco | c8 torre del nero · e8 torre del nero · d7 re del nero · d6 donna del bianco · e5 pedone del bianco · a1 re del bianco | c8 torre del nero · e8 torre del nero · d7 re del nero · d6 donna del bianco · e5 pedone del bianco · a1 re del bianco | 3 |
| 2 | c8 torre del nero · e8 torre del nero · d7 re del nero · d6 donna del bianco · e5 pedone del bianco · a1 re del bianco | c8 torre del nero · e8 torre del nero · d7 re del nero · d6 donna del bianco · e5 pedone del bianco · a1 re del bianco | c8 torre del nero · e8 torre del nero · d7 re del nero · d6 donna del bianco · e5 pedone del bianco · a1 re del bianco | c8 torre del nero · e8 torre del nero · d7 re del nero · d6 donna del bianco · e5 pedone del bianco · a1 re del bianco | c8 torre del nero · e8 torre del nero · d7 re del nero · d6 donna del bianco · e5 pedone del bianco · a1 re del bianco | c8 torre del nero · e8 torre del nero · d7 re del nero · d6 donna del bianco · e5 pedone del bianco · a1 re del bianco | c8 torre del nero · e8 torre del nero · d7 re del nero · d6 donna del bianco · e5 pedone del bianco · a1 re del bianco | c8 torre del nero · e8 torre del nero · d7 re del nero · d6 donna del bianco · e5 pedone del bianco · a1 re del bianco | 2 |
| 1 | c8 torre del nero · e8 torre del nero · d7 re del nero · d6 donna del bianco · e5 pedone del bianco · a1 re del bianco | c8 torre del nero · e8 torre del nero · d7 re del nero · d6 donna del bianco · e5 pedone del bianco · a1 re del bianco | c8 torre del nero · e8 torre del nero · d7 re del nero · d6 donna del bianco · e5 pedone del bianco · a1 re del bianco | c8 torre del nero · e8 torre del nero · d7 re del nero · d6 donna del bianco · e5 pedone del bianco · a1 re del bianco | c8 torre del nero · e8 torre del nero · d7 re del nero · d6 donna del bianco · e5 pedone del bianco · a1 re del bianco | c8 torre del nero · e8 torre del nero · d7 re del nero · d6 donna del bianco · e5 pedone del bianco · a1 re del bianco | c8 torre del nero · e8 torre del nero · d7 re del nero · d6 donna del bianco · e5 pedone del bianco · a1 re del bianco | c8 torre del nero · e8 torre del nero · d7 re del nero · d6 donna del bianco · e5 pedone del bianco · a1 re del bianco | 1 |
|   | a | b | c | d | e | f | g | h |   |

Si tratta di uno scacco matto simile a quello dell'esempio 1, che tuttavia non è chiamato matto delle spalline, bensì matto a coda di rondine. Tecnicamente è un matto delle spalline, ma con una particolarità: a differenza dei casi precedenti, il pezzo che dà matto verrebbe catturato dal Re se non fosse difeso (in genere da un pedone).

## Esempi in partita
- Van Wely–Morozevich, Wijk aan Zee 2001. Loek van Wely subisce il matto delle spalline da Alexander Morozevich.
- Carlsen–Ernst, Wijk aan Zee 2004. Il dodicenne Magnus Carlsen dà un insolito matto delle spalline a Sipke Ernst.